# Lexivision
En lexivisioʹn (av grekiska leʹxis ’ord’, ’uttryck’, ’tal’ och vision: "grafisk framställning"), var ett ord som myntades av uppslagsboksförfattaren Sven Lidman. Lexivisionerna användes i flera uppslagsverk som Lidman låg bakom, och fick särskilt mycket utrymme i uppslagsverket Media (utgivet i 15 band 1979-1982), som helt byggdes upp kring dessa. En lexivision var en illustrerad fördjupning i ett uppslagsord, där samband och förklaringar gavs med såväl text som fotografier och grafer. Media hade en lexivision på varje högersida i uppslagsverket, medan vänstersidorna innehöll kortare uppslagsartiklar för att få med fler uppslagsord i verket som helhet. Även Bonniers stora lexikon (1985-1990) innehöll lexivisioner.
Tillsammans med art directorn och tecknaren Jan-Erik Ander startade Lidman 1980 företaget Lidman Information AB, vars affärsidé var att producera lexivisuell ord- och bildinformation enligt Lidmans utvecklade idéer, som såldes som bokidéer till företag i flera länder. Under 1990-talet drev Ander vidare ett företag i informationsbranschen som fick heta just Lexivision AB, men det avvecklades 1999.